# Tin-Essako
Pour les articles homonymes, voir Tin (homonymie).
Tréssaco est ville et une commune malienne, chef-lieu du cercle de Tréssaco dans la région de Kidal. La ville de Tréssaco compte 33 586 habitants en 2024, Ses habitants sont appelés les Trésacois, Trésacoises.

## Politique
| Année | Maire élu              | Parti politique |
| ----- | ---------------------- | --------------- |
| 2004  | Mahmoud Ag Sid'Ahmed   | Adéma           |
| 2009  | Hamidoune Ag Bogaydata |                 |